# Paulo André
Paulo André Cren Benini, genannt Paulo André, (* 20. August 1983 in Campinas) ist ein ehemaliger brasilianischer Fußballspieler.

## Karriere
Paulo André begann seine Ausbildung beim FC São Paulo. Hier konnte er aber nicht überzeugen und musste in unterklassigen Vereinen weitermachen, bis er 2003 zum Guarani FC kam. Hier konnte er dann seine ersten Ligaspiele bestreiten.
2005 wechselte Paulo André dann zum Atletico Paranaense. Seine guten Leistungen hier überzeugten den französischen Klub Le Mans FC ihn ab 2006 zu verpflichten. Bereits nach drei Spielen verletzte er sich am Knie. Erst zur übernächsten Saison 2008/09 konnte er wieder am Spielbetrieb teilnehmen. Obwohl Fabiano in dieser Saison die meisten Spiele auf dem Platz stand, wurde er am Saisonende an den SC Corinthians aus São Paulo ausgeliehen. Mit Auslaufen der einjährigen Leihe endete auch der Kontrakt mit Le Mans und der Spieler wurde von Corinthians fest verpflichtet. Mit dem Klub gelangen ihm dann auch seine größten Erfolge, wie z. B. der Gewinn der Série A 2011 und der FIFA-Klub-Weltmeisterschaft 2012.
Im Frühjahr 2015 wurde er dann vom Cruzeiro EC aus Belo Horizonte eingekauft. Nach 31 Spielen in verschiedenen Wettbewerben wurde der Spieler Anfang 2016 an seine Ausgangsstadion Atletico Paranaense auf Leihbasis. 2017 wurde er von dem Klub fest übernommen. Im Juni 2019 beendete er seine aktive Laufbahn.

## Erfolge
Corinthians
- Copa do Brasil: 2009
- Campeonato Brasileiro de Futebol: 2011
- Copa Libertadores: 2012
- FIFA-Klub-Weltmeisterschaft: 2012
- Staatsmeisterschaft von São Paulo: 2013
- Recopa Sudamericana: 2013

Athletico Paranaense
- Staatsmeisterschaft von Paraná: 2018
- Copa Sudamericana: 2018

Auszeichnungen
- Bola de Prata: 2011

## Trivia
Paulo André, der fließend Französisch spricht, Literatur, Schach und Malerei liebt, gründete am 15. Februar 2011 das Paulo André Institut. Diese gemeinnützige Organisation wurde mit dem Ziel gegründet, sozialpädagogische Projekte in den Bereichen Sport und Kultur für Kinder und Jugendliche mit Sitz in seiner Heimatstadt Campinas anzubieten. Im März 2012 veröffentlichte er das Buch „The Game of My Life – Stories and Reflections of an Athlete“ mit kritischen Reflexionen über die Welt des Fußballs. Im November 2013 war er einer der Anführer der Bewegung Bom Senso Futebol Clube.
Im September 2018 sprach er sich gegen Jair Bolsonaro aus, indem er das Demokratie-Ja-Manifest unterzeichnete, das von Künstlern und Intellektuellen verfasst wurde. Er war der einzige aktive Fußballer, der an der Bewegung teilnahm. Im Oktober des Jahres, vor einem Spiel gegen den EC Bahia, weigerte er sich, sein Trikot zur Unterstützung Bolsonaros zu zeigen.